# Trocy-en-Multien
Trocy-en-Multien est une commune française située dans le département de Seine-et-Marne, en région Île-de-France.

## Géographie

### Localisation
La commune est située à environ  13 kilomètres au nord-est de Meaux.

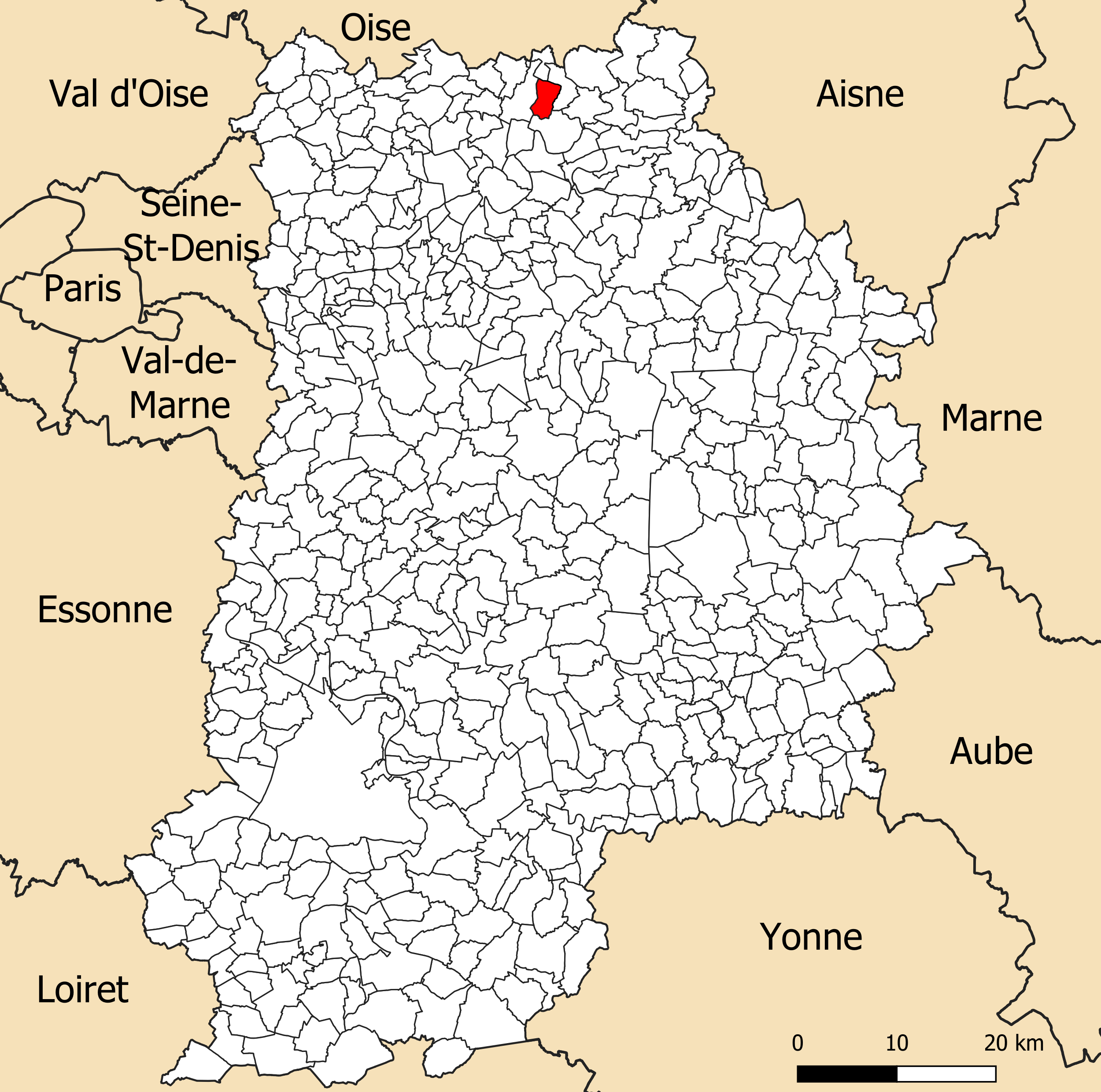
Localisation de la commune de Trocy-en-Multien dans le département de Seine-et-Marne.

### Communes limitrophes

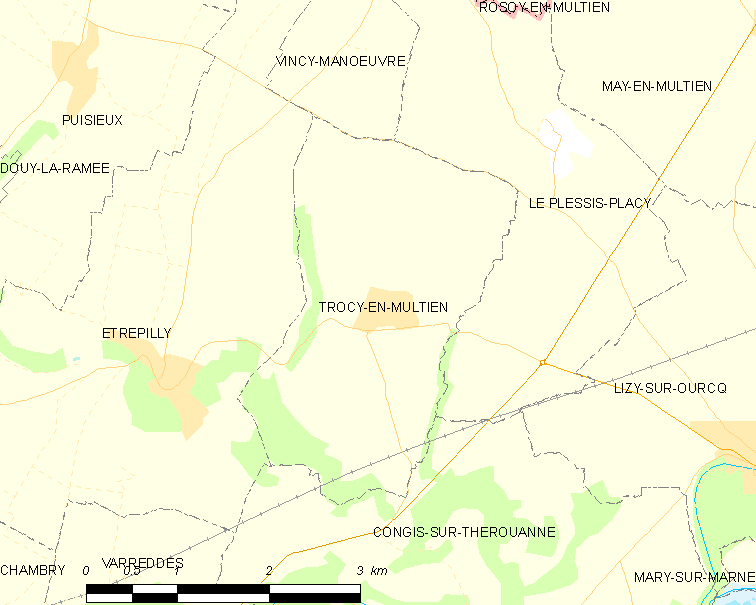
Carte des communes limitrophes de Trocy-en-Multien.

|           | Vincy-Manœuvre        |                  |
| Étrépilly | Trocy-en-Multien      | Le Plessis-Placy |
|           | Congis-sur-Thérouanne |                  |

### Géologie et relief
L'altitude varie de 65 mètres à 141 mètres pour le point le plus haut , le centre du bourg se situant à environ 123 mètres d'altitude (mairie)
.

### Hydrographie

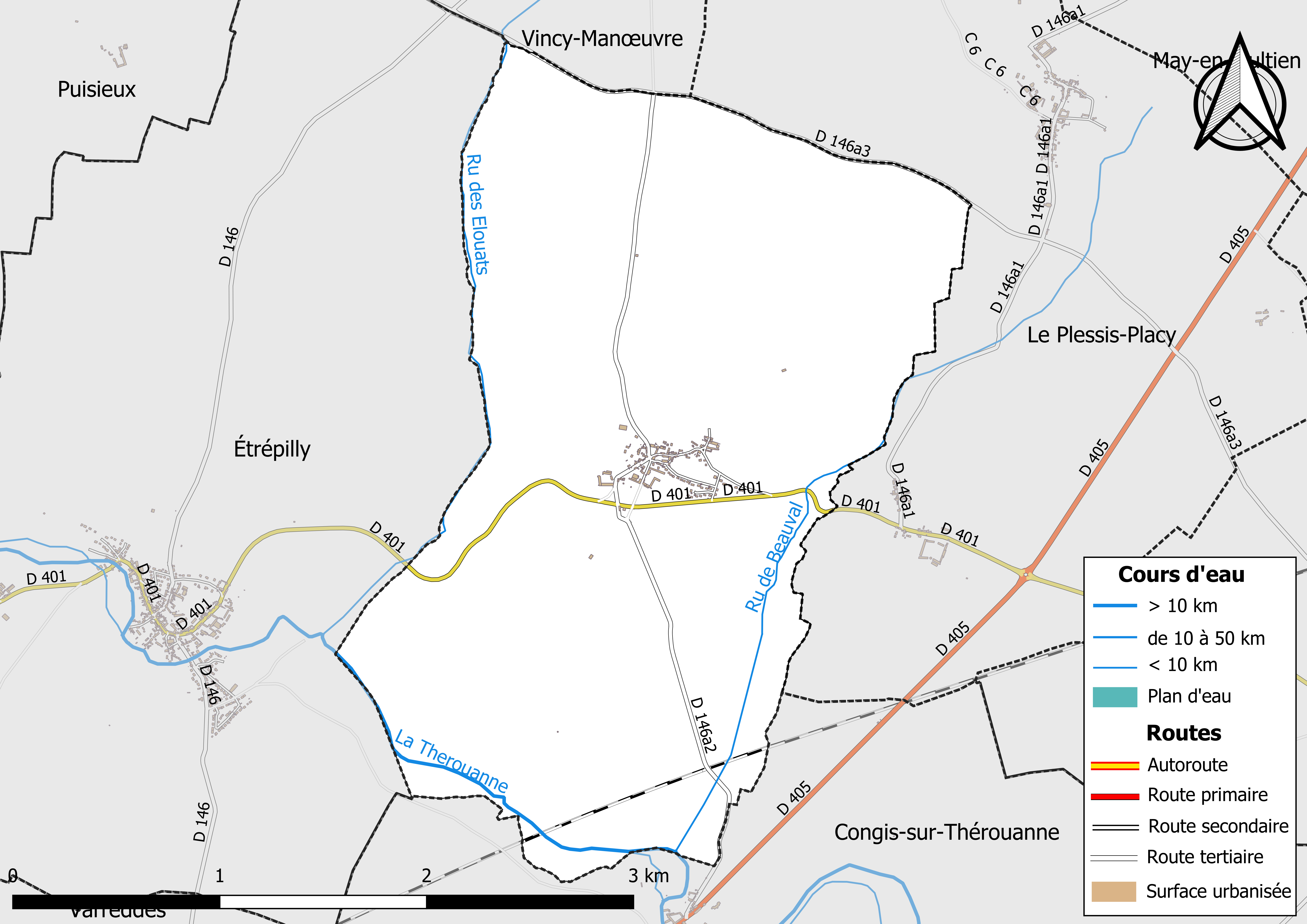
Carte des réseaux hydrographique et routier de Trocy-en-Multien.

Le réseau hydrographique de la commune se compose de quatre cours d'eau référencés :
- la rivière Thérouanne, longue de 23,31 km[2], ainsi que :
  - un bras de 0,37 km[3] ;
  - le ru[4] de Beauval, 4,74 km[5], et ;
  - le ru[4] des Élouats, 4,92 km[6], qui confluent  avec la Thérouanne.

La longueur totale des cours d'eau sur la commune est de 5,43 km.

### Voies de communication et transports
La commune est desservie par la ligne d’autocars No 11 (Meaux – Congis-sur-Thérouanne ) du réseau de bus Meaux et Ourcq.

### Climat
Pour des articles plus généraux, voir Climat de l'Île-de-France et Climat de Seine-et-Marne.
En 2010, le climat de la commune est de type climat océanique dégradé des plaines du Centre et du Nord, selon une étude du CNRS s'appuyant sur une série de données couvrant la période 1971-2000. En 2020, Météo-France publie une typologie des climats de la France métropolitaine dans laquelle la commune est exposée à un climat océanique altéré et est dans la région climatique Nord-est du bassin Parisien, caractérisée par un ensoleillement médiocre, une pluviométrie moyenne régulièrement répartie au cours de l’année et un hiver froid (3 °C).
Pour la période 1971-2000, la température annuelle moyenne est de 10,7 °C, avec une amplitude thermique annuelle de 15,4 °C. Le cumul annuel moyen de précipitations est de 727 mm, avec 11,5 jours de précipitations en janvier et 8,1 jours en juillet. Pour la période 1991-2020, la température moyenne annuelle observée sur la station météorologique la plus proche, située sur la commune de Changis-sur-Marne à 10 km à vol d'oiseau, est de 11,9 °C et le cumul annuel moyen de précipitations est de 710,1 mm,. Pour l'avenir, les paramètres climatiques de la commune estimés pour 2050 selon différents scénarios d'émission de gaz à effet de serre sont consultables sur un site dédié publié par Météo-France en novembre 2022.

### Milieux naturels et biodiversité
Aucun espace naturel présentant un intérêt patrimonial n'est recensé sur la commune dans l'inventaire national du patrimoine naturel,,.

## Urbanisme

### Typologie
Au 1er janvier 2024, Trocy-en-Multien est catégorisée commune rurale à habitat dispersé, selon la nouvelle grille communale de densité à sept niveaux définie par l'Insee en 2022.
Elle est située hors unité urbaine. Par ailleurs la commune fait partie de l'aire d'attraction de Paris, dont elle est une commune de la couronne,. Cette aire regroupe 1 929 communes,.

### Lieux-dits et écarts
La commune compte 35 lieux-dits administratifs répertoriés consultables ici.

### Occupation des sols
L'occupation des sols de la commune, telle qu'elle ressort de la base de données européenne d’occupation biophysique des sols Corine Land Cover (CLC), est marquée par l'importance des territoires agricoles (78,9 % en 2018), en diminution par rapport à 1990 (79,9 %). La répartition détaillée en 2018 est la suivante : 
terres arables (78,9 %), forêts (13,3 %), mines, décharges et chantiers (4,4 %), zones urbanisées (3,4 %).
Parallèlement, L'Institut Paris Région, agence d'urbanisme de la région Île-de-France, a mis en place un inventaire numérique de l'occupation du sol de l'Île-de-France, dénommé le MOS (Mode d'occupation du sol), actualisé régulièrement depuis sa première édition en 1982. Réalisé à partir de photos aériennes, le Mos distingue les espaces naturels, agricoles et forestiers mais aussi les espaces urbains (habitat, infrastructures, équipements, activités économiques, etc.) selon une classification pouvant aller jusqu'à 81 postes, différente de celle de Corine Land Cover,,. L'Institut met également à disposition des outils permettant de visualiser par photo aérienne l'évolution de l'occupation des sols de la commune entre 1949 et 2018.

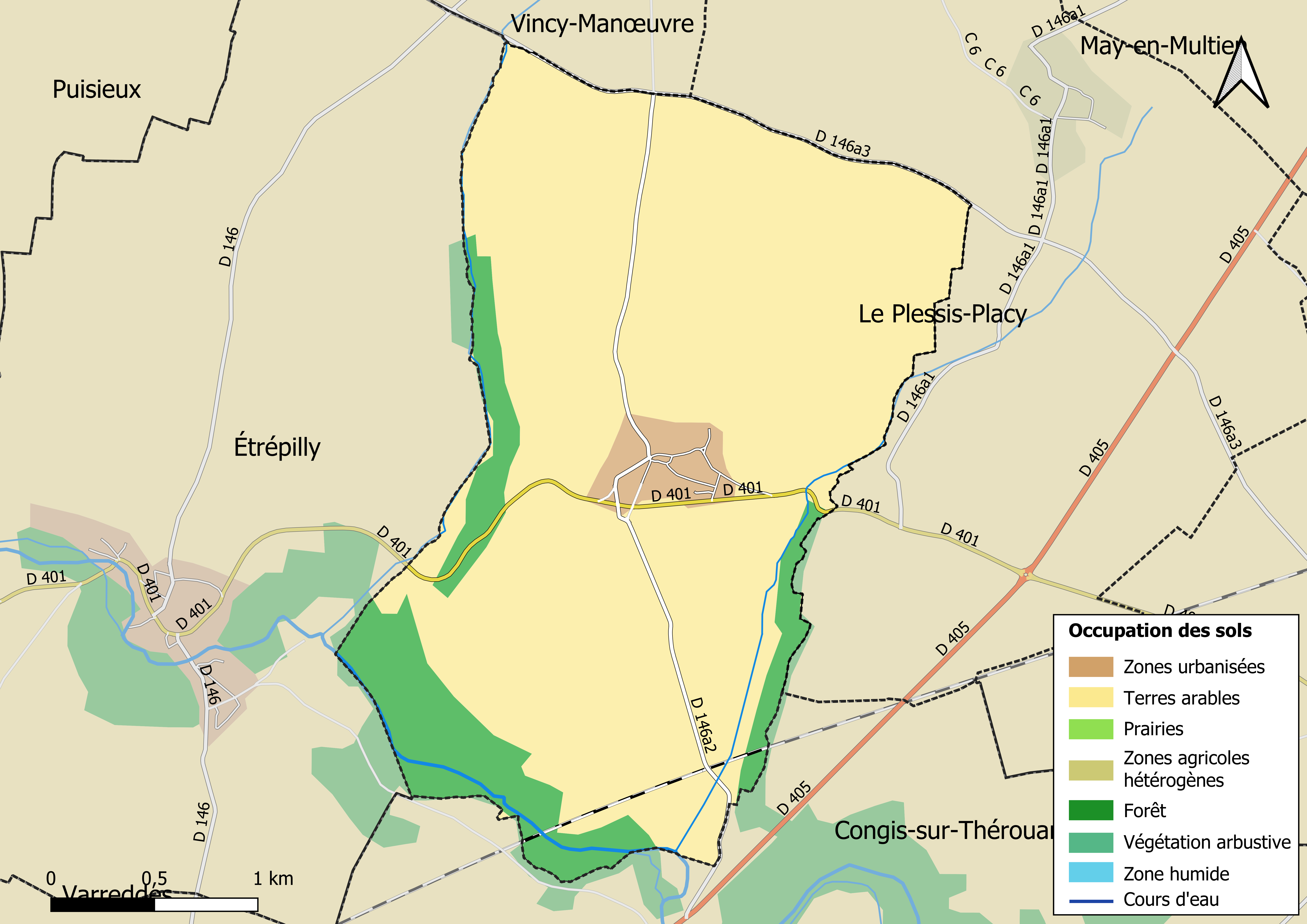
Carte des infrastructures et de l'occupation des sols en 2018 (CLC) de la commune.
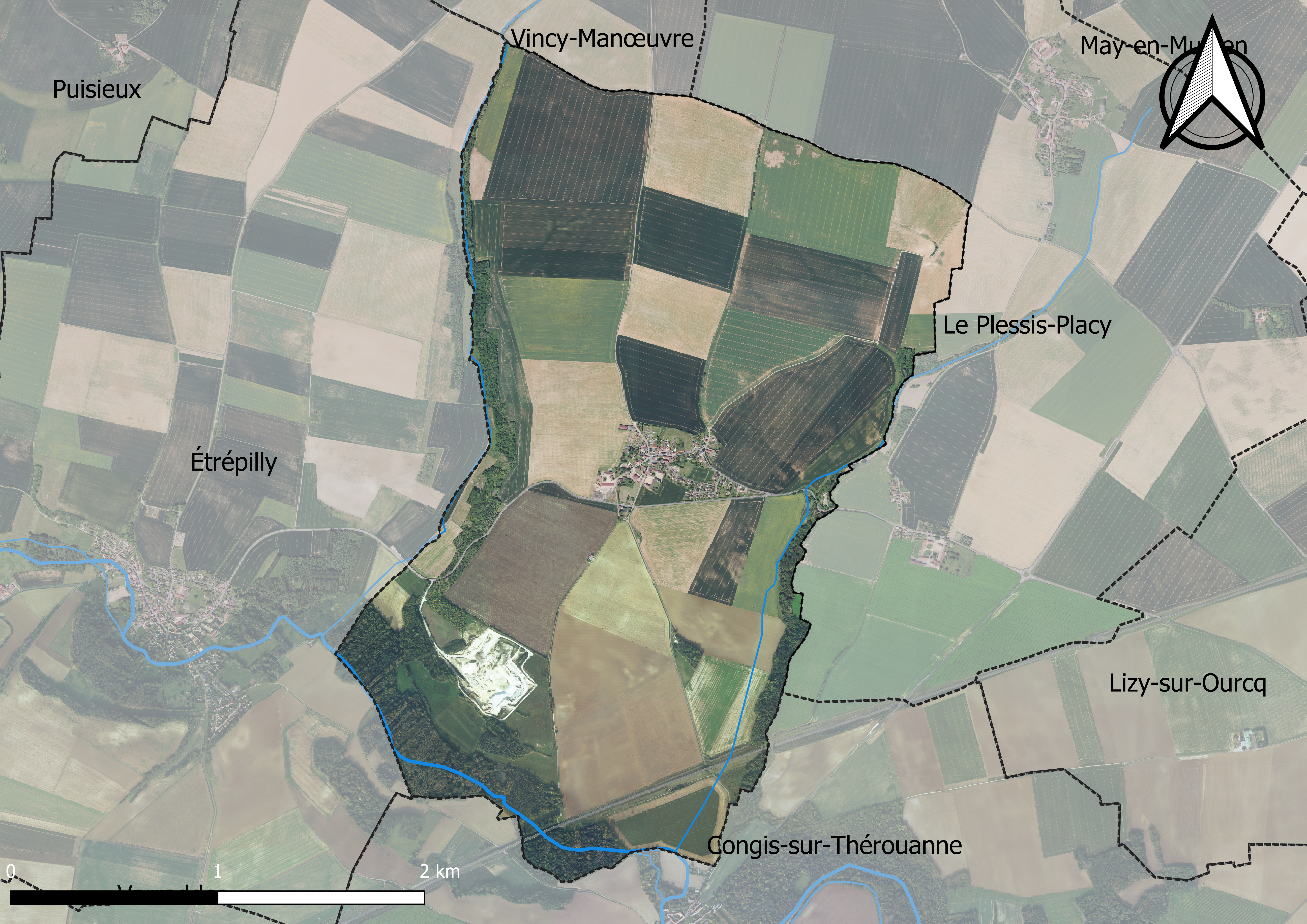
Carte orhophotogrammétrique de la commune.

### Planification
La loi SRU du 13 décembre 2000 a incité les communes à se regrouper au sein d’un établissement public, pour déterminer les partis d’aménagement de l’espace au sein d’un SCoT, un document d’orientation stratégique des politiques publiques à une grande échelle et à un horizon de 20 ans et s'imposant aux documents d'urbanisme locaux, les PLU (Plan local d'urbanisme). La commune est dans le territoire du SCOT Marne Ourcq, approuvé le 6 avril 2017 et porté par le syndicat mixte Marne-Ourcq regroupant 41 communes du Pays de l'Ourcq et du Pays Fertois.
La commune disposait en 2019 d'un plan local d'urbanisme approuvé. Le zonage réglementaire et le règlement associé peuvent être consultés sur le Géoportail de l'urbanisme.

### Habitat et logement
En 2018, le nombre total de logements dans la commune était de 105, alors qu'il était de 100 en 2013 et de 97 en 2008.
Parmi ces logements, 87,6 % étaient des résidences principales, 4,8 % des résidences secondaires et 7,6 % des logements vacants. Ces logements étaient pour 99 % d'entre eux des maisons individuelles et pour 1 % des appartements.
Le tableau ci-dessous présente la typologie des logements à Trocy-en-Multien en 2018 en comparaison avec celle de Seine-et-Marne et de la France entière. Une caractéristique marquante du parc de logements est ainsi une proportion de résidences secondaires et logements occasionnels (4,8 %) supérieure à celle du département (2,9 %) mais inférieure à celle de la France entière (9,7 %). Concernant le statut d'occupation de ces logements, 76,1 % des habitants de la commune sont propriétaires de leur logement (80 % en 2013), contre 61,8 % pour la Seine-et-Marne et 57,5 % pour la France entière.
| Typologie                                               | Trocy-en-Multien | Seine-et-Marne | France entière |
| ------------------------------------------------------- | ---------------- | -------------- | -------------- |
| Résidences principales (en %)                           | 87,6             | 90,3           | 82,1           |
| Résidences secondaires et logements occasionnels (en %) | 4,8              | 2,9            | 9,7            |
| Logements vacants (en %)                                | 7,6              | 6,8            | 8,2            |

### Risques naturels et technologiques
La commune est classée en zone de sismicité 1, correspondant à une sismicité très faible.

## Toponymie
Le nom de la localité est mentionné sous les formes Traci vers 1172 ; Sacerdos de Trociaco en 1188 ; Trunchi vers 1222 (Livre des vassaux) ; Troci au XIIIe siècle ; Trocy assis audit Mussien en 1484 ; Trocy en Meucien en 1492 ; La Haute maison de Trocy en Mulcien en 151[Quoi ?] ; Trossy en 1587.
Dérivé de l'homme latin Trocius.
Le Multien est un pays traditionnel du Bassin parisien, situé entre la Haute-Brie et le Valois, au nord de Meaux.

## Politique et administration

### Rattachements administratifs et électoraux

#### Rattachements administratifs
La commune se trouve  dans l'arrondissement de Meaux du département de la Seine-et-Marne.
Elle faisait partie depuis 1793 du canton de Lizy-sur-Ourcq. Dans le cadre du redécoupage cantonal de 2014 en France, cette circonscription administrative territoriale a disparu, et le canton n'est plus qu'une circonscription électorale.

#### Rattachements électoraux
Pour les élections départementales, la commune fait partie depuis 2014 du canton de La Ferté-sous-Jouarre
Pour l'élection des députés, elle fait partie de la sixième circonscription de Seine-et-Marne.

### Intercommunalité
Trocy-en-Multien est membre de la communauté de communes du Pays de l'Ourcq, un établissement public de coopération intercommunale (EPCI) à fiscalité propre créé fin 1999  et auquel la commune a transféré un certain nombre de ses compétences, dans les conditions déterminées par le code général des collectivités territoriales.

### Liste des maires
| Période                                  | Période                     | Identité         | Étiquette | Qualité |
| ---------------------------------------- | --------------------------- | ---------------- | --------- | --- |
| Les données manquantes sont à compléter. |                             |                  |           | |
| juin 1995                                | mars 2014                   | Jacques Rousseau |           | Agriculteur |
| mars 2014                                | En cours (au 27 avril 2023) | Arnaud Rousseau, |           | Fils de Jacques Rousseau Agriculteur céréalier et betteravier Président du Groupe Avril (2017 → ) Président de la FNSEA (2023 → ) Vice-président de la CC du Pays de l’Ourcq (2020 → ) Chevalier de l’ordre national du Mérite |

## Équipements et services

### Eau et assainissement
L’organisation de la distribution de l’eau potable, de la collecte et du traitement des eaux usées et pluviales relève des communes. La loi NOTRe de 2015 a accru le rôle des EPCI à fiscalité propre en leur transférant cette compétence. Ce transfert devait en principe être effectif au 1er janvier 2020, mais la loi Ferrand-Fesneau du 3 août 2018 a introduit la possibilité d’un report de ce transfert au 1er janvier 2026,.

#### Assainissement des eaux usées
En 2020, la gestion du service d'assainissement collectif de la commune de Trocy-en-Multien est assurée par la communauté de communes du Pays de l'Ourcq (CCPO) pour la collecte, le transport et la dépollution. Ce service est géré en délégation par une entreprise privée, dont le contrat arrive à échéance le 29 février 2024,,.
L’assainissement non collectif (ANC) désigne les installations individuelles de traitement des eaux domestiques qui ne sont pas desservies par un réseau public de collecte des eaux usées et qui doivent en conséquence traiter elles-mêmes leurs eaux usées avant de les rejeter dans le milieu naturel. La communauté de communes du Pays de l'Ourcq (CCPO) assure pour le compte de la commune le service public d'assainissement non collectif (SPANC), qui a pour mission de vérifier la bonne exécution des travaux de réalisation et de réhabilitation, ainsi que le bon fonctionnement et l’entretien des installations,.

#### Eau potable
En 2020, l'alimentation en eau potable est assurée par la communauté de communes du Pays de l'Ourcq (CCPO) qui en a délégué la gestion à une entreprise privée, dont le contrat expire le 31 décembre 2023,.
Les nappes de Beauce et du Champigny sont classées en zone de répartition des eaux (ZRE), signifiant un déséquilibre entre les besoins en eau et la ressource disponible. Le changement climatique est susceptible d’aggraver ce déséquilibre. Ainsi afin de renforcer la garantie d’une distribution d’une eau de qualité en permanence sur le territoire du département, le troisième Plan départemental de l’eau signé, le 3 octobre 2017, contient un plan d’actions afin d’assurer avec priorisation la sécurisation de l’alimentation en eau potable des Seine-et-Marnais. A cette fin a été préparé et publié en décembre 2020 un schéma départemental d’alimentation en eau potable de secours dans lequel huit secteurs prioritaires sont définis. La commune fait partie du secteur CCPO.

## Population et société

### Démographie
L'évolution du nombre d'habitants est connue à travers les recensements de la population effectués dans la commune depuis 1793. Pour les communes de moins de 10 000 habitants, une enquête de recensement portant sur toute la population est réalisée tous les cinq ans, les populations de référence des années intermédiaires étant quant à elles estimées par interpolation ou extrapolation. Pour la commune, le premier recensement exhaustif entrant dans le cadre du nouveau dispositif a été réalisé en 2008.

En 2022, la commune comptait 230 habitants, en évolution de −4,96 % par rapport à 2016 (Seine-et-Marne : +3,92 %, France hors Mayotte : +2,11 %).
| 1793 | 1800 | 1806 | 1821 | 1831 | 1836 | 1841 | 1846 | 1851 |
| ---- | ---- | ---- | ---- | ---- | ---- | ---- | ---- | ---- |
| 328  | 337  | 318  | 344  | 324  | 323  | 316  | 315  | 294  |

| 1856 | 1861 | 1866 | 1872 | 1876 | 1881 | 1886 | 1891 | 1896 |
| ---- | ---- | ---- | ---- | ---- | ---- | ---- | ---- | ---- |
| 241  | 209  | 190  | 174  | 178  | 200  | 210  | 192  | 179  |

| 1901 | 1906 | 1911 | 1921 | 1926 | 1931 | 1936 | 1946 | 1954 |
| ---- | ---- | ---- | ---- | ---- | ---- | ---- | ---- | ---- |
| 200  | 201  | 213  | 181  | 206  | 235  | 249  | 247  | 182  |

| 1962 | 1968 | 1975 | 1982 | 1990 | 1999 | 2006 | 2008 | 2013 |
| ---- | ---- | ---- | ---- | ---- | ---- | ---- | ---- | ---- |
| 170  | 179  | 171  | 193  | 205  | 225  | 257  | 266  | 247  |

| 2018 | 2022 | - | - | - | - | - | - | - |
| ---- | ---- | - | - | - | - | - | - | - |
| 236  | 230  | - | - | - | - | - | - | - |

### Événements
2e week-end de mai - organisation du rallye Retro annuel.

## Économie

### Revenus de la population et fiscalité
En 2018, le nombre de ménages fiscaux de la commune était de 87, représentant 225 personnes et la  médiane du revenu disponible par unité de consommation  de 26 040 euros.

### Emploi
En 2017 , le nombre total d’emplois dans la zone était de 15, occupant 124 actifs  résidants.
Le taux d'activité de la population (actifs ayant un emploi) âgée de 15 à 64 ans s'élevait à 72,6 % contre un taux de chômage de 4,3 %. 
Les 23,2 % d’inactifs se répartissent de la façon suivante : 9,1 % d’étudiants et stagiaires non rémunérés, 6,7 % de retraités ou préretraités et 7,3 % pour les autres inactifs.

### Secteurs d'activité

#### Entreprises et commerces
En 2019, le nombre d’unités légales et d’établissements (activités marchandes hors agriculture. ) par secteur d'activité était de 11 dont 3 dans la construction, 3 dans le commerce de gros et de détail, transports, hébergement et restauration, 1 dans l’Information et communication, 1 dans les activités immobilières, 2 dans les activités spécialisées, scientifiques et techniques et activités de services administratifs et de soutien,  et 1 dans l’administration publique, enseignement, santé humaine et action sociale.
En 2020, une entreprise a été créée sur le territoire de la commune.
Au 1er janvier 2021, la commune ne disposait pas d’hôtel et de terrain de camping.

#### Agriculture
Trocy-en-Multien est dans la petite région agricole dénommée la « Goële et Multien », regroupant deux petites régions naturelles, respectivement la Goële et le pays de Meaux (Multien). En 2010, l'orientation technico-économique de l'agriculture sur la commune est diverses cultures (hors céréales et oléoprotéagineux, fleurs et fruits).
Si la productivité agricole de la Seine-et-Marne se situe dans le peloton de tête des départements français, le département enregistre un double phénomène de disparition des terres cultivables (près de 2 000 ha par an dans les années 1980, moins dans les années 2000) et de réduction d'environ 30 % du nombre d'agriculteurs dans les années 2010. Cette tendance n'est pas confirmée au niveau de la commune qui voit le nombre d'exploitations augmenter et passer de 2 en 1988 à 4 en 2010. Parallèlement, la taille de ces exploitations diminue, passant de 250 ha en 1988 à 187 ha en 2010.
Le tableau ci-dessous présente les principales caractéristiques des exploitations agricoles de Trocy-en-Multien, observées sur une période de 22 ans : 
|                                      | 1988 | 2000 | 2010 |
| ------------------------------------ | ---- | ---- | ---- |
| Dimension économique,                |      |      |      |
| Nombre d’exploitations (u)           | 2    | 3    | 4    |
| Travail (UTA)                        | 9    | 7    | 7    |
| Surface agricole utilisée (ha)       | 499  | 587  | 748  |
| Cultures                             |      |      |      |
| Terres labourables (ha)              | s    | 587  | 748  |
| Céréales (ha)                        | s    | s    | 422  |
| dont blé tendre (ha)                 | s    | 292  | 321  |
| dont maïs-grain et maïs-semence (ha) | s    | 61   | 41   |
| Tournesol (ha)                       | 0    |      |      |
| Colza et navette (ha)                | s    | s    | 85   |
| Élevage                              |      |      |      |
| Cheptel (UGBTA)                      | 0    | 0    | 0    |

## Culture locale et patrimoine

### Lieux et monuments

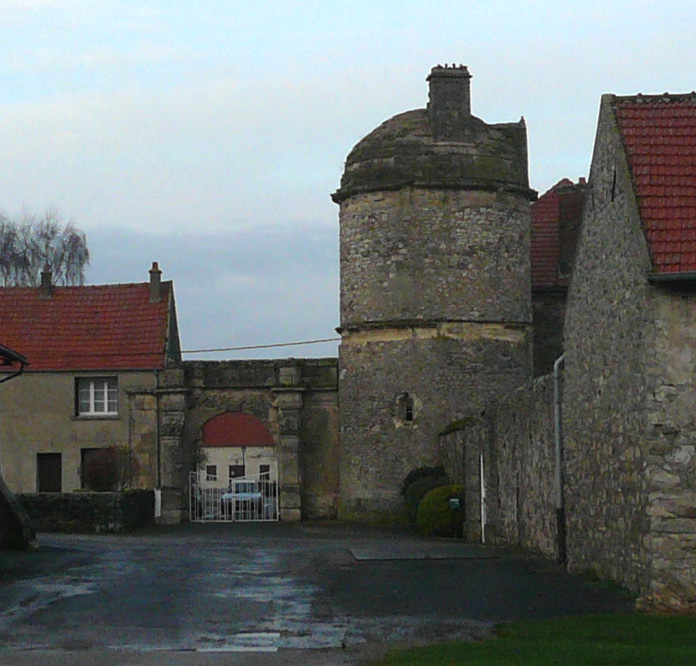
Les vestiges de la ferme du Château.

- L'église Saint-Médard, de style gothique (XIIIe siècle), elle a été reconstruite au XVIIe siècle à l'instigation des seigneurs de Trocy, les ducs Potier de Gesvres.
- La Ferme du Château, flanquée d'une tour ronde, coiffée d'une calotte de pierre datée du XVIe siècle.